# Guqin
Guqinⓘ (chiń. 古琴, pinyin: gǔqín; zwany także 七弦琴 qīxiánqín – „qin o siedmiu strunach”) – tradycyjny chiński instrument muzyczny z grupy chordofonów (rodzaj cytry). 
Nie powinien być mylony z guzheng, innym tradycyjnym chińskim instrumentem strunowym. Pierwotnie nazywano go po prostu 琴 (qín), jednak z czasem to słowo nabrało bardzo szerokiego znaczenia i pojawiło się w nazwach wielu różnych instrumentów muzycznych, zaś pierwotny qin przemianowano na guqin (gu znaczy „starodawny, starożytny”).

## Budowa
Guqin ma postać podłużnego drewnianego pudła rezonansowego złożonego z dwóch płyt (każda z innego rodzaju drewna). Płyta górna – rezonansowa – jest wygięta wzdłuż osi; tradycyjnie za najlepsze drewno do jej wykonania uważa się Wutong Mu. W czasie gry instrument spoczywa przed grającym na stole. Technika gry polega na szarpaniu siedmiu (lub pięciu w najstarszych instrumentach) jedwabnych strun. Po rewolucji kulturalnej jedwabne struny zaczęto zastępować metalowymi. Guqin nie ma progów i pozwala na grę w skali około czterech oktaw.

## Historia i tradycja
Guqin jest najstarszym chińskim instrumentem strunowym i jest silnie zakorzeniony w chińskiej tradycji. Jego najdawniejsze formy istniały już około 3000 lat temu. Pierwsze wzmianki o znanej nam formie instrumentu pochodzą z czasów późnej dynastii Han. Najstarsze zachowane instrumenty guqin pochodzą z okresu dynastii Tang. Był on atrybutem elity inteligencji. Umiejętność gry na qin była jedną z czterech podstawowych sztuk w chińskim szkolnictwie:
- 琴 (qín) – gra na qin
- 棋 (qí) – gra w go
- 書 (shū) – kaligrafia
- 畫 (huà) – malarstwo

Gra na instrumentach miała w Chinach charakter rytualny, w związku z czym z instrumentem guqin wiąże się bogata symbolika. Wymiary instrumentu (3' 6.5" – chińskie stopy i cale) mają jakoby symbolizować 365 dni roku. Górna, wygięta, płyta rezonansowa reprezentuje Niebo, podczas gdy dolna – płaska – jest obrazem Ziemi. Struny oznaczają elementy przyrody: Metal, Drewno, Wodę, Ogień i Ziemię (pierwotna pięciostrunowa wersja). Szóstą strunę dodał król Wen, pierwszy z dynastii Zhou w żałobie po stracie syna Bo Yikao. Struna ta ma brzmieć smutnie. Drugi król z tej dynastii, Wu, dodał siódmą strunę, by zagrzać swoich żołnierzy do walki. Brzmienie tej struny ma być mocne i zdecydowanie. Na górnej płycie znajduje się także 13 elementów wykonanych z masy perłowej lub złotej folii (w szlachetnych, droższych wersjach instrumentu). Są to określone punkty harmoniczne, wskazujące, gdzie należy dociskać strunę (robi się to palcami lewej ręki). Elementy te symbolizują 13 miesięcy kalendarza chińskiego.
Najbardziej znanym wirtuozem guqinu jest Yu Boya, który był uczniem Cheng Liana i żył w Okresie Wiosen i Jesieni. Jednym z najbardziej cenionych muzyków, którzy grali na guqinie w XX wieku był Guan Pinghu (1897–1967). Dziś mniej niż 2000 osób potrafi grać na guqin. Ze względu na istotną rolę tego instrumentu w rozwoju kulturowym ludzkości w roku 2003 UNESCO uznało sztukę guqin za arcydzieło ustnego i niematerialnego dziedzictwa ludzkości (Masterpieces of the Oral and Intangible Heritage of Humanity) a w 2008 roku wpisało na listę niematerialnego dziedzictwa UNESCO. 5 grudnia 2010 roku guqin o nazwie Song-Shi-Jian-Yi, wykonany dla rodziny z dynastii Song w 1120 roku został nabyty na aukcji w Pekinie za rekordową kwotę 137 mln yuanów, co czyni go najdrożej wylicytowanym instrumentem świata.
Sławnym mistrzem gry na guqin był poeta Sima Xiangru.
Utwór Flowing streams ("Płynąca woda") skomponowany i wykonany na guqin został umieszczony na złotej płycie, którą w kosmos zaniosły sondy Voyager w 1977 roku.